# Khalid Bounouar

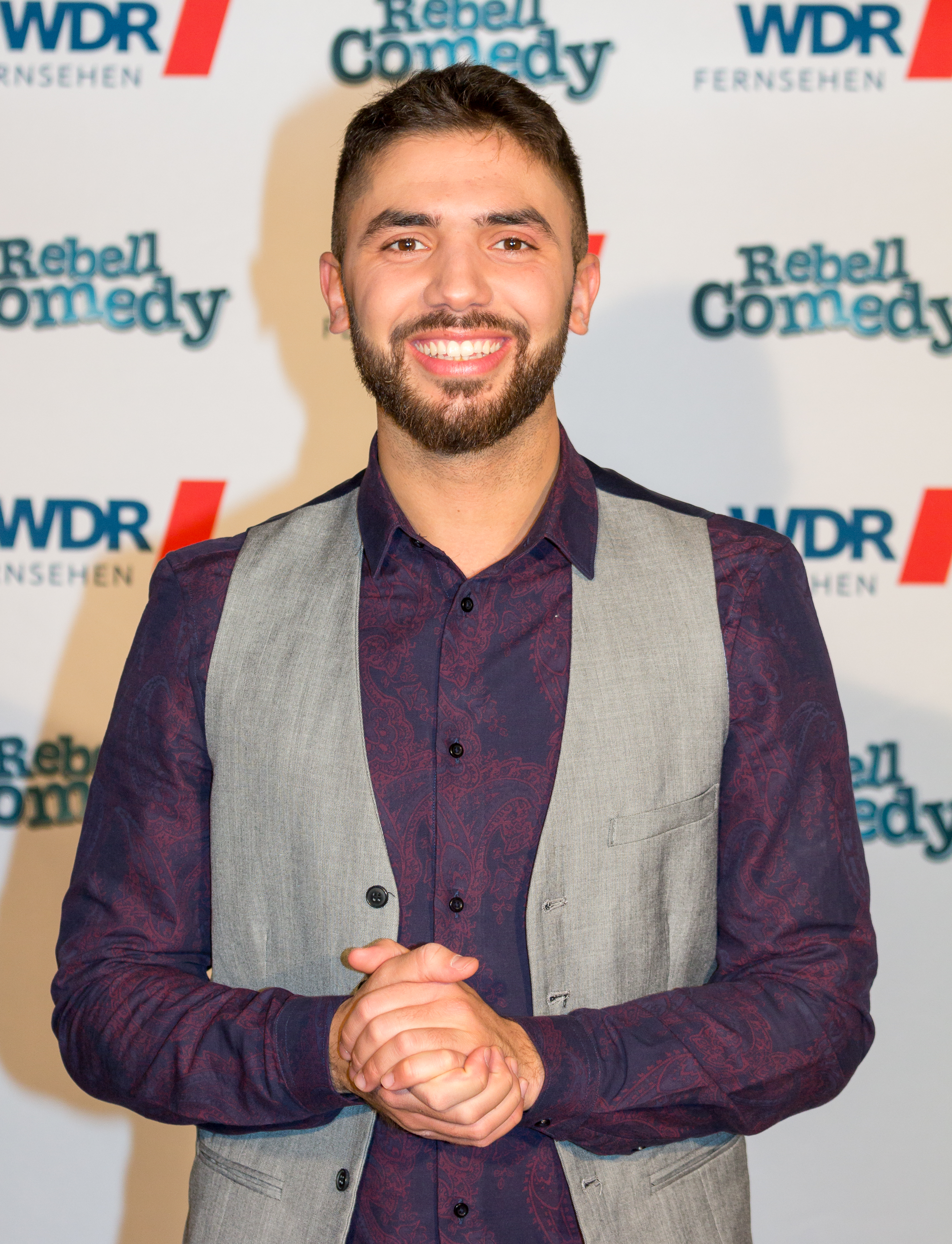
Khalid Bounouar, 2016

Khalid Bounouar (ˈxɑːliːd buːˈnuːɑr) (* 27. März 1990 in Eschweiler) ist ein deutscher Comedian des Comedy-Ensembles RebellComedy und mehrfacher Preisträger verschiedener Comedyformate.

## Leben und Karriere
Der Sohn eines marokkanischen Vaters und einer algerischen Mutter wurde in Eschweiler geboren und wuchs im Kreis Aachen auf. Nach dem Abitur begann er an der RWTH das Studium der Gesellschaftswissenschaften, widmete sich dann aber vermehrt der Kunst und machte sie zu seinem Hauptberuf.
Khalid Bounouar steht seit frühester Kindheit auf Bühnen. Tanz, Gesang, Poesie und Theater gehörten von da an zu seinem Leben dazu. 2012 hatte er seinen ersten Auftritt bei RebellComedy. Khalid Bounouar wurde Teil des RebellComedy-Ensembles und entschied sich dafür, nur noch Stand-up-Comedy zu machen. Es folgten Auftritte unter anderem bei NightWash, im Quatsch Comedy Club sowie im TV.
2018 war Bounouar das erste Mal auf Solo-Tour mit seinem Programm "Showtime". Er spielte 41 Shows in Deutschland, Österreich und der Schweiz. Im Vordergrund der Tour stand Stand-up-Comedy. Allerdings waren Tanz, Musik, Poesie sowie Gäste wie Nimo, Capo, Moaad Ali, Abdi und Larima ebenfalls Teil seiner Show.

## Auszeichnungen
- Geteilter Sieger des 17. Bielefelder Kabarettpreises
- Sieger des 88. Trierer Comedy Slams
- Sieger des 11. Master Comedy Slam / Constantin Comedy Preis
- Sieger des 17. Düsseldorfer Comedy Slams
- Sieger des 37. Stuttgarter Comedy Clashs

## Fernsehauftritte
- Regelmäßige Auftritte im Fernsehen mit RebellComedy
- 2018: Stand-Up Special (Comedy Central)
- 2024: The Masked Singer (Rateteam)

## Serie
- 2014: RebellComedy, Staffel 1 (WDR)
- 2016: RebellComedy, Staffel 2 (WDR)
- 2017: RebellComedy, Staffel 3 (WDR)
- 2019: RebellComedy, Staffel 4 (WDR)
- 2022: Schloss Goldbach – Promis viel zu nah (Sketch-Comedy-Serie)

## Hörspiel
- 2018: Der Apfel fällt nicht weit vom Krieg von François Pérache und Sabine Zovighian (WDR 3 Hörspiel)